# إدي ألبرت
إدي ألبرت (بالإنجليزية: Eddie Albert)‏ مواليد 22 أبريل 1906 في إلينوي، الولايات المتحدة - الوفاة 26 مايو 2005 في لوس أنجلوس، الولايات المتحدة، هو ممثل أمريكي بدأ مسيرته الفنية سنة 1933. امتدت مسيرته الفنية لأكثر من 64 عاما. درس في جامعة منيسوتا.

## الأعمال
- عطلة رومانية
- أوكلاهوما
- منزل شاي أوغست مون
- جوكر البرية
- أطول الأيام
- المستشفى العام
- أطول يارد

## روابط خارجية
- إدي ألبرت على موقع IMDb (الإنجليزية)
- إدي ألبرت على موقع ألو سيني (الفرنسية)
- إدي ألبرت على موقع ميوزك برينز (الإنجليزية)
- إدي ألبرت على موقع تيرنر كلاسيك موفيز (الإنجليزية)
- إدي ألبرت على موقع أول موفي (الإنجليزية)
- إدي ألبرت على موقع قاعدة بيانات برودواي على الإنترنت (الإنجليزية)
- إدي ألبرت على موقع قاعدة بيانات الأفلام السويدية (السويدية)
- إدي ألبرت على موقع إن إن دي بي (الإنجليزية)
- إدي ألبرت على موقع أول ميوزيك (الإنجليزية)
- إدي ألبرت على موقع ديسكوغز (الإنجليزية)